# East Hill Lift
East Hill Lift eller East Hill Cliff Railway er en kabelbane i den sydengelske by Hastings ved Den engelske kanal.
Kabelbanen går fra gadeniveau op ad den stejle East Hill til Hastings Country Park. Fra klippen er der udsigt ud over kanalen mod syd, den gamle del af Hastings samt det store strandareal, der rummer en af Europas største strandbaserede fiskerflåder.

Op ad den vestlige klippe i Hastings, kaldet The West Hill, går byens anden kabelbane, West Hill Lift.

## Historie
Åbning af East Hill Lift skete i 1903 og selskabet bag var Hastings Borough Council. Vognene var fra starten drevet efter vægtstangsprincippet med indbyrdes forbundne vogne og fungerede ved, at en stor mængde vand blev pumpet ind i den øverste vogn, som derved blev så tung, at den kunne trække sig selv ned og den anden vogn op, hvorefter hele processen kunne starte forfra. De to tårne, der ses på topstationen, rummede vandtanke til dette formål. I årene 1973-76 blev banen omlagt til elektrisk drift med nye vogne indsat på linjen.
Hastings Borough Council købte den anden kabelbane, West Hill Lift, i 1947. Selskabet driver fortsat begge kabelbaner.
I juni 2007 blev banen midlertidigt lukket på grund af en fejl i sikkerhedssystemet, som havde medført skader på begge vogne og den ene stationsbygning. I 2008 besluttede Hastings Borough Council sig for at genåbne banen efter en radikal ændring af linjen med renovering af de to stationsbygninger samt helt nye vogne. Linjen genåbnede i marts 2010.

## Tekniske data
East Hill Lift ejes af Hastings Borough Council og har følgende tekniske specifikationer:
- Længde 81 meter
- Stigning (i procent): 78%
- Antal vogne: 2
- Kapacitet: 16 passagerer pr vogn
- Banens forløb: Dobbeltsporet
- Sporvidde: 1,524 meter
- Drivmiddel 1903-1976: Vægt (vand)
- Drivmiddel 1976- : Elektricitet
- Ibrugtagningsdato: 9. april 1903

## Billedgalleri
- Den nederste station (dalstationen)
- Banelinjen i 2005 med den øverste station (topstationen) og en af de gamle vogne
- Topstationen, de to tårne rummede oprindeligt vandtanke
- Foto fra 2010 der viser en af de nybyggede vogne, designet i gammel stil
- Vogn på vej op fra dalstationen

## Links
- Artikel om kabelbanerne i Hastings Arkiveret 5. februar 2012 hos  Wayback Machine (fra sitet Funicular Railways of the UK)
- East Hill Lift på 'Lift-World' Arkiveret 24. september 2015 hos  Wayback Machine
- Gammelt foto (ca. 1925) taget fra toppen og ned ad linjen Arkiveret 12. juli 2009 hos  Wayback Machine